# رضا سیروس صبری
رضا سیروس صبری (زاده ۱۸ مرداد ۱۳۳۳ در تهران - درگذشته ۱۳ بهمن ۱۳۹۲ در تهران) معمار، استاد دانشگاه و پژوهشگر معماری بود که نزدیک به ۴ دهه فعالیت دانشگاهی، حرفه‌ای و پژوهشی داشته‌است.
از جمله فعالیت‌های حرفه‌ای او در ایران می‌توان به طراحی شهری و معماری منظر محوطه برج میلاد، مشاور و طراح معماری منظر محوطه دانشگاه علم و صنعت ایران (مسیر ورودی جنوبی تا خوابگاه‌ها)، طراحی شهری و منظر شهری بلوار کشاورز و مشاور علمی کارگاه‌های طراحی شهر بم (یونیسف) برای بازسازی این شهر اشاره کرد.

## زندگی
رضا سیروس صبری در ۱۸ مرداد ۱۳۳۳ در تهران چشم به جهان گشود. او در سال ۱۳۵۷ با درجه کارشناسی ارشد معماری از دانشگاه ملی ایران (شهید بهشتی) با رتبهٔ اول فارغ‌التحصیل و موفق به کسب بورس تحصیلی جهت ادامهٔ تحصیل در کشور آمریکا شد. به دلیل علاقه اش به رشتهٔ طراحی شهری به تحصیل در این رشته در دانشگاه پنسیلوانیا پرداخت و موفق به کسب دومین مدرک کارشناسی ارشد از آن دانشگاه در سال ۱۳۶۰ (۱۹۸۰) شد. صبری در مدت تحصیل خود در کشور آمریکا زیر نظر استادان بزرگی چون ادموند بیکن، جان لنگ و ایان مک هارگ تحصیلات خود را به پایان رساند و درجه دکترای معماری با گرایش معماری منظر را از دانشگاه پنسیلوانیا در سال ۱۳۷۴ (۱۹۹۴) اخذ کرد. اندیشه‌های مک هارگ او را به معماری منظر با رویکرد بوم شناسانه بسیار علاقه‌مند کرد، به صورتی که این موضوع به یکی از زمینه‌های تحقیقاتی اصلی در پژوهش‌ها و سخنرانی‌های ایشان بدل شد.
او در طول فعالیت حرفه‌ای خود مقالات، سخنرانی‌ها و پژوهش‌های بسیاری در زمینه‌های طراحی شهری، معماری منظر، روان‌شناسی محیط ،معماری و فلسفه و بوم‌شناسی در طراحی منظر داشته و شاگردان فراوانی چه در ایران و چه در خارج از کشور تربیت نمود. سیروس صبری علی‌رغم داشتن موقعیت جهت اقامت دائم در کشور آمریکا، به دلیل علاقهٔ فراوان به کشورش، شش ماه از سال به ایران سفر می‌کرد تا در ترم‌های فرد در دانشگاه‌های ایران به تدریس بپردازد.
از جمله کتابهای منتشر شده توسط ایشان، "هنرمحیطی: تاملی در عناصر معنی دهنده به منظر"، "تحول در طراحی: فرآیند طراحی با اسطوره، تصور و ذهن طراحانه"، "طراحی منظر شهری" و ترجمه سری کتاب‌ها با عنوان "سرشت نظم" نوشتهٔ کریستوفر الکساندر است. همچنین کتاب "تحلیل بصری منظر" از دیگر تألیفات ایشان در دست چاپ می‌باشد.
صبری به ارتباط جدانشدنی فرایند طراحی و تحقیق بسیار معتقد بود و علاوه بر تدریس در دانشگاه به فعالیت‌های حرفه‌ای طراحی در پروژه‌های معماری منظر و طراحی شهری چه در داخل و چه در خارج از کشور می‌پرداخت. صبری جز معدود افرادی بود که در ایران در رشتهٔ معماری به مرتبهٔ استادی (استاد تمام) نائل شده بود.
سیروس صبری تا واپسین روز زندگی خود مشغول به تدریس و پژوهش بود و در حالی که قرار بود در روز یکشنبه ۱۳ بهمن ۱۳۹۲ کارگاهی با عنوان پرتفولیو از طرف انجمن علمی معماری دانشگاه شهید رجایی برگزار کند، در عصر همان روز در بیمارستان شهدای تهران، در سن ۵۹ سالگی، بر اثر ایست قلبی دارفانی را وداع گفت.
صبری در قطعه نام آوران بهشت زهرا به خاک سپرده شده‌است.

## کتابشناسی

### تألیف
- هنر محیطی: تأملی در عناصر معنی دهنده به منظر[۴]
- تحول در طراحی: فرایند طراحی با اسطوره، تصور و ذهن طراحانه[۵]
- استخوان بندی شهر تهران[۶]

Landscape Design - A Course Text, An anthology, Principles and Applications of the Residential Design, Feather River College, California, Spring 2002
- طراحی منظر شهری[۷]
- تحلیل بصری منظر (در دست چاپ)

### ترجمه
- مجموعه کتابهای «سرشت نظم» نوشته کریستوفر الکساندر[۸]
- کافه لینتز نوشته کریستوفر الکساندر[۹]

## افتخارات
- پژوهشگر نمونه، دومین جشنواره انتخاب برترین‌های پژوهش و نوآوری در حوزه مدیریت شهری، دریافت تندیس و لوح از شهردار محترم تهران، مرکز مطالعات و برنامه‌ریزی شهر تهران، شهرداری تهران ۲۳ آذر ۱۳۸۷
- داور کتاب سال، گروه معماری و شهرسازی، معاونت پژوهشی، وزارت فرهنگ و ارشاد اسلامی ۱۳۷۵–۱۳۷۸[۱۰]
- تقدیر نامه برای سخنرانی کلیدی و حضور مؤثر در کارگاه آموزشی توسعه پایدار، مرکز مطالعات و برنامه‌ریزی شهر تهران، پژوهشکده علوم محیطی، دانشگاه شهید بهشتی ۳ اسفند ۱۳۷۷
- تقدیر نامه به نشان پژوهش برتر برای پژوهش «هنر محیطی»، ریاست دانشگاه شهید بهشتی ۱۳۸۴
- اولین دبیرکل انجمن معماران منظر ایران، تهران ۱۳۸۴

Honorary Appointment, Adjunct Professor, Department of Landscape Architecture, School of Architecture and Urban Studies, Virginia Polytechnic Institute and State University, 2002
- استاد سال، حاصل رای‌گیری دانشجویان، دانشکده فدر ریور، کوینسی، سیستم دانشگاه ایالتی کالیفرنیا ۱۳۸۲
- تقدیر نامه به نشان پژوهش برتر برای ارائه ۳ مقاله پژوهشی در نشریه علمی تخصصی صفه، ریاست دانشگاه شهید بهشتی ۱۳۷۹